# William W. Campbell

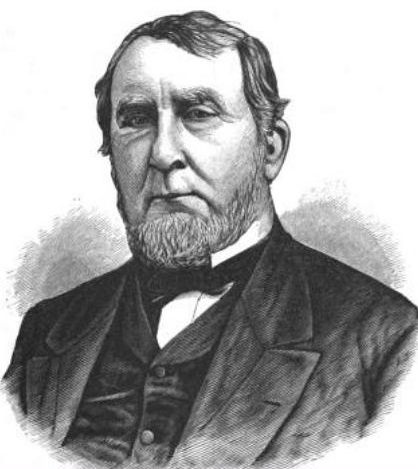
William W. Campbell

William W. Campbell (* 10. Juni 1806 in Cherry Valley, New York; † 7. September 1881 ebenda) war ein US-amerikanischer Jurist und Politiker. Zwischen 1845 und 1847 vertrat er den Bundesstaat New York im US-Repräsentantenhaus.

## Werdegang
William W. Campbell wurde ungefähr sechs Jahre vor dem Ausbruch des Britisch-Amerikanischen Krieges in Cherry Valley geboren. In der folgenden Zeit besuchte er Gemeinschaftsschulen und graduierte 1827 am Union College in Schenectady. Er studierte Jura. Seine Zulassung als Anwalt erhielt er 1831 und begann dann in New York City zu praktizieren. 1841 wurde er zum Master am New York Court of Chancery ernannt. Dann war er als Commissioner in Bankruptcy tätig. Politisch gehörte er der American Party an.
Bei den Kongresswahlen des Jahres 1844 wurde Campbell im sechsten Wahlbezirk von New York in das US-Repräsentantenhaus in Washington, D.C. gewählt, wo er am 4. März 1845 die Nachfolge von Hamilton Fish antrat. Da er auf eine erneute Kandidatur zwei Jahre später verzichtete, schied nach dem 3. März 1847 aus dem Kongress aus.
Zwischen 1849 und 1855 war er Richter am Superior Court in New York City. Dann zog er im Dezember 1855 wieder nach Cherry Valley. Zwischen 1857 und 1865 war er Richter am Supreme Court für den sechsten Distrikt von New York. Campbell war ein Schriftsteller, der historische Werke verfasste. Er verstarb am 7. September 1881 in Cherry Valley und wurde dann auf dem Cherry Valley Cemetery beigesetzt.